# Lordiphosa alticola
Lordiphosa alticola är en tvåvingeart som beskrevs av Hu, Watabe och Masanori Joseph Toda 1999. Lordiphosa alticola ingår i släktet Lordiphosa och familjen daggflugor. Inga underarter finns listade i Catalogue of Life.